# Johnrehnia federala
Johnrehnia federala är en kackerlacksart som beskrevs av Roth, L. M. 2000. Johnrehnia federala ingår i släktet Johnrehnia och familjen småkackerlackor. Inga underarter finns listade i Catalogue of Life.